# Макарий Павлидис
Макарий (на гръцки: Μακάριος, Макариос) е гръцки духовник, лампсакски епископ на Вселенската патриаршия, викарий на Швейцарската митрополия от 1985 година и анейски митрополит от 2018 година.

## Биография
Роден е със светското име Павлос Павлидис (Παῦλος Παυλίδης) на 24 септември 1937 година в македонското градче Енидже Вардар (Яница). Учи в гимназия в родния си град от 1947 до 1953 година. От 1953 до 1959 година учи в Атонската академия, като на 12 април 1955 година се замонашва в манастира Кутлумуш. От 1959 до 1963 година учи в Халкинското богословско училище, където на 6 февруари 1961 година е ръкоположен в сан йеродякон. На 19 май 1963 година митрополит Яков Филаделфийски го ръкополага за йеромонах в храма „Свети Димитър“ в Татавла.
След дипломирането си се завръща на Атон, но в 1964 година по покана на Атинагор Тиатирски започва да служи в Тиатирската архиепископия с център в Лондон и остава в новосъздадената енория Свети Георги в Кингстън до януари 1969 година. След това придружава Яков Филаделфийски, изпратен като патриаршески екзарх в Австралийската архиепископия. От ноември 1969 година служи в клира на Германската митрополия в Бон, където е преместен митрополит Яков. На 3 декември 1971 година е назначен за протосингел на митрополията. Заедно с митрополит Яков реорганизира епархията, за да се посрещнат нуждите на емигрантите.
На 3 ноември 1985 година е ръкоположен в Цюрих от митрополит Дамаскин Одрински в сан титулярен епископ лампсакски, викарий на Швейцарската митрополия. Ректор е на образователния център на Константинополската патриаршия в Шамбези.
На 10 юли 2018 година Светият синод на Константинополската православна църква го избира за анейски митрополит.